# Bordkatze der Bismarck

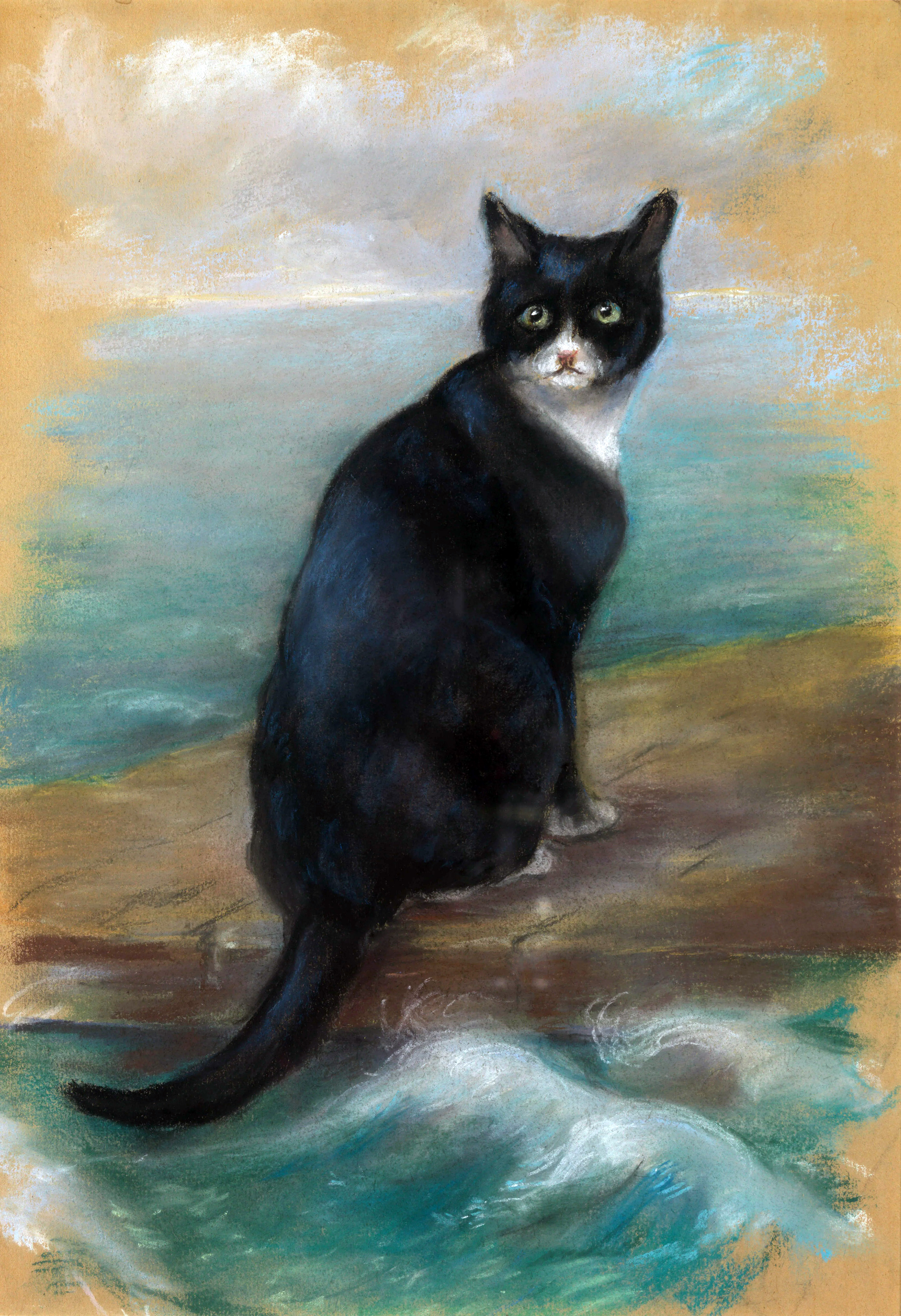
Porträt der Katze von Georgina Shaw-Baker

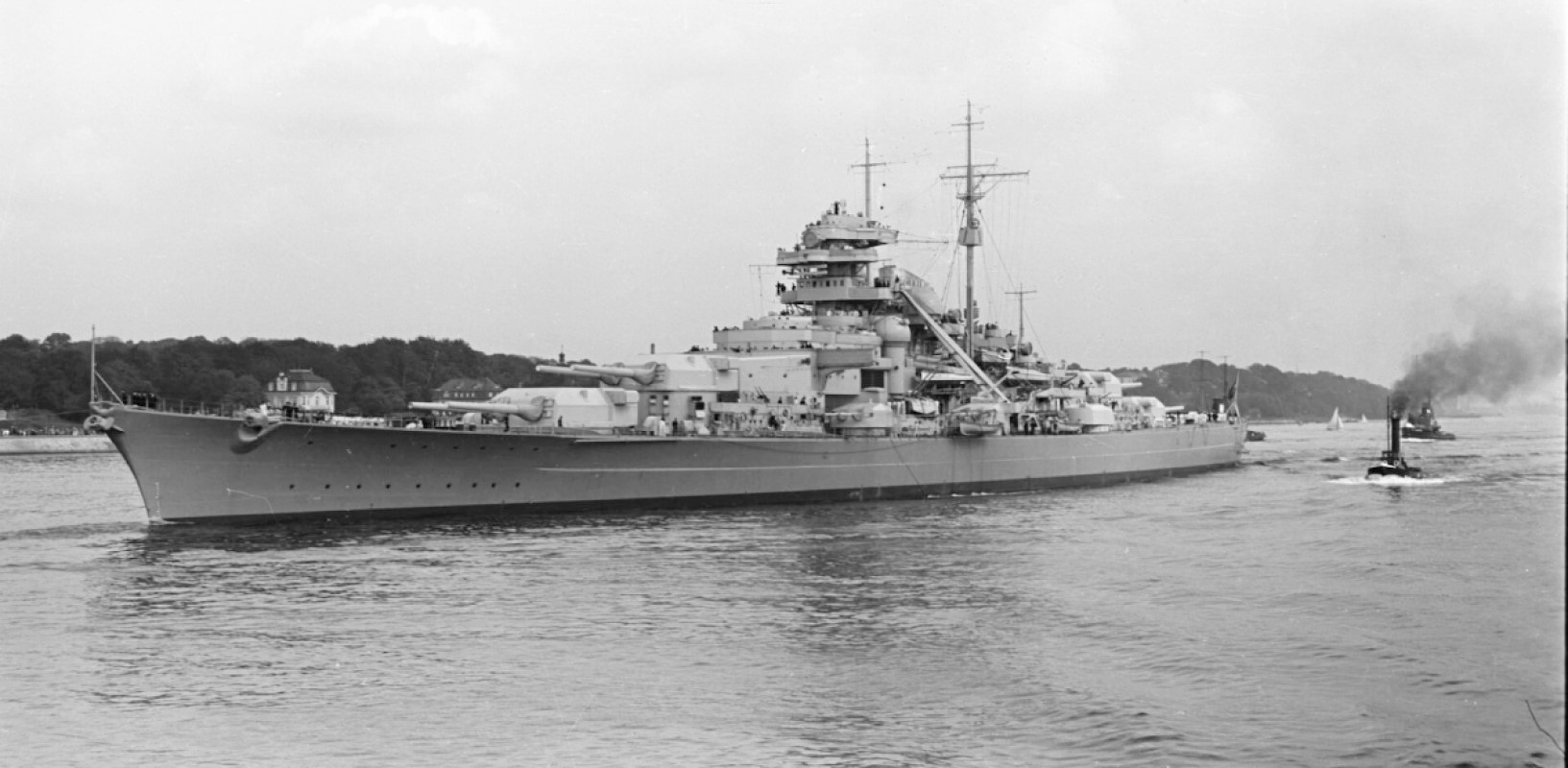
Bismarck

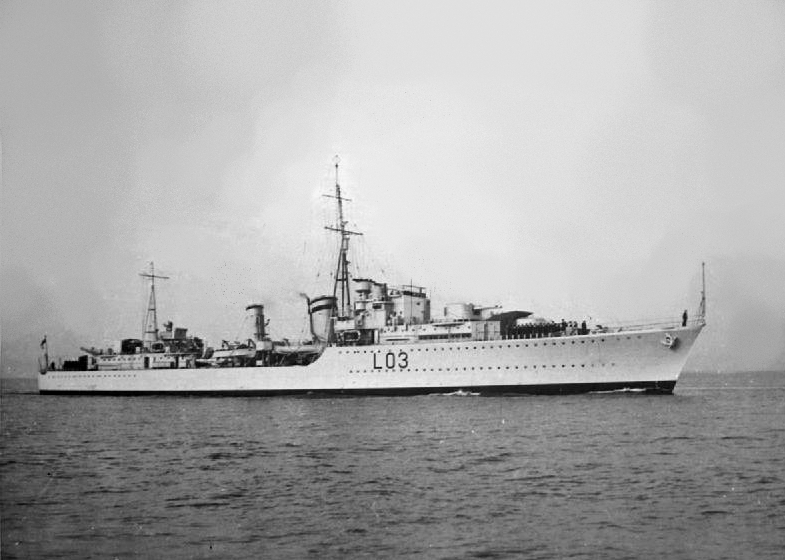
HMS Cossack

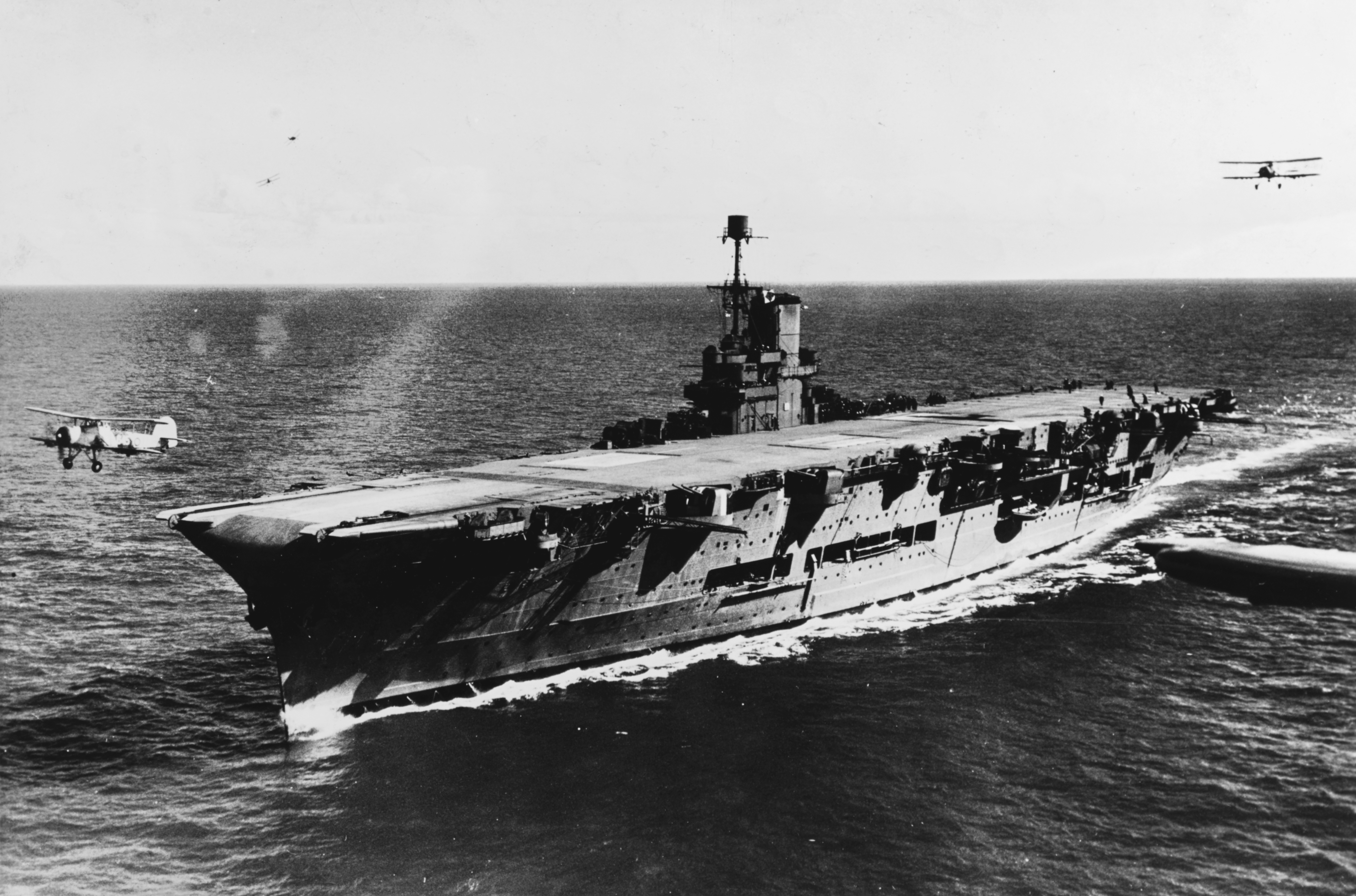
HMS Ark Royal

Die Bordkatze der Bismarck soll den Untergang von drei Schiffen überlebt haben. Im deutschen Sprachraum ist die Schiffskatze vor allem unter dem Namen Oscar bekannt, im Englischen wird sie auch Unsinkable Sam (engl. „Unsinkbarer Sam“) genannt.

## Legende
Der schwarz-weiß gefleckte Kater (schwarz mit weißer Brust und Pfoten) soll sich an Bord des Schlachtschiffes Bismarck befunden haben, als dieses zunächst die Hood versenkte und nach einer Verfolgung durch die britische Flotte am 27. Mai 1941 unterging.
Neben den nur 115 Überlebenden von fast 2100 Besatzungsmitgliedern wurde, so die Legende, zuletzt auch die Schiffskatze „Oscar“ der Bismarck gerettet, wobei nur der britische Name der Katze überliefert ist; wie die Katze an Bord der Bismarck hieß, ist unbekannt. Der britische Zerstörer Cossack fand keine Besatzungsmitglieder, nur die schwarze Katze auf einem Brett treibend. Oscar wurde danach zur Schiffskatze des Zerstörers, der allerdings schon am 24. Oktober 1941 durch das deutsche U-Boot U 563 torpediert und schwer beschädigt wurde, wobei 159 Seeleute starben. Alle Versuche, den Zerstörer zu retten, schlugen fehl. Die Cossack musste am 26. Oktober aufgegeben werden und sank. Oscar überlebte und wurde nach Gibraltar gebracht.
Dort fand er seine nächste Station auf dem auch an der Versenkung der Bismarck beteiligten Flugzeugträger Ark Royal. Schon früher mehrfach angegriffen und wieder repariert, galt die HMS Ark Royal als glückhaftes Schiff, bis sie mit Oscar an Bord bei der Rückkehr von einem Einsatz bei Malta am 13. November 1941 vom deutschen U-Boot U 81 torpediert wurde und am 14. November ca. 30 Seemeilen vor Gibraltar sank.
Oscar wurde gerettet, „nur“ ein Matrose hatte sein Leben verloren, doch dieses Mal durfte der nun als Unglücksbringer verdächtigte Kater nicht mehr auf einem Schiff seinen Dienst bei der Royal Navy ableisten. Er blieb daraufhin im Büro des Hafenkapitäns von Gibraltar. Anschließend lebte er bis 1955 in einem Seemannsheim in Belfast.
Laut Untersuchungen von Heinrich Kaufhold-Roll ist die Geschichte von Oskar, der Schiffskatze der Bismarck, eine Erfindung. Es hat sie nie gegeben. Die Bismarck sank am 27. Mai 1941 um 1040 Uhr. Von der Besatzung von 2241 Mann wurden 115 gerettet: 85 von HMS Dorsetshire, 25 von HMS Maori, 3 vom deutschen U-Boot U-74, 2 vom deutschen Wetterbeobachtungsschiff 7.
Von einer Schiffskatze wird in den Akten der beteiligten Schiffe und sonstigen Primärquellen zur Versenkung der Bismarck an keiner Stelle gesprochen. Auch von den Überlebenden erwähnt niemand eine Katze an Bord der Bismarck, weder vor noch während des Gefechts oder des Untergangs des Schiffes. Ehemalige Besatzungsmitglieder der Bismarck betätigten gegenüber Frank Allen von der HMS Hood Association, dass es an Bord der Bismarck keine Schiffskatze gab.
Entscheidend ist die Beantwortung der Frage, welche Rolle der Zerstörer HMS Cossack im Gefecht spielte. Cossack hatte die Bismarck mit Torpedos angegriffen und sich dann als Begleitschutz  in der Nähe der britischen Schlachtschiffe HMS King George und HMS Rodney aufgehalten. Als die beiden Schlachtschiffe um 10.35 Uhr wegen Brennstoffmangel vom Kampfort abliefen, wurden sie von HMS Cossack begleitet. An der Rettungsaktion der Überlebenden der Bismarck nahm HMS Cossack deshalb überhaupt nicht teil. Hätte es auf  Bismarck trotzdem eine Schiffskatze als „blinden Passagier“ gegeben, hätte das Tier unter den obwaltenden Umständen, hoher Seegang an der Untergangsstelle, keine Rettungsboote, von einer dicken Ölschicht bedeckte See und Kälte, unter keinen Umständen überlebt.
So hat offenbar ein britischer Seemann einer kleinen, schwarzweißen Katze in Gibraltar den Status der Schiffskatze der Bismarck verliehen und zu einer Berühmtheit gemacht. Vielleicht, um die Katze nicht zu verlieren – welcher Vorgesetzte hätte der Schiffskatze der Bismarck in Begleitung eines Matrosen ein Obdach auf einem Schiff, in einem Seemannsheim oder an einem vollen Futternapf verwehrt.